# William Chaumet

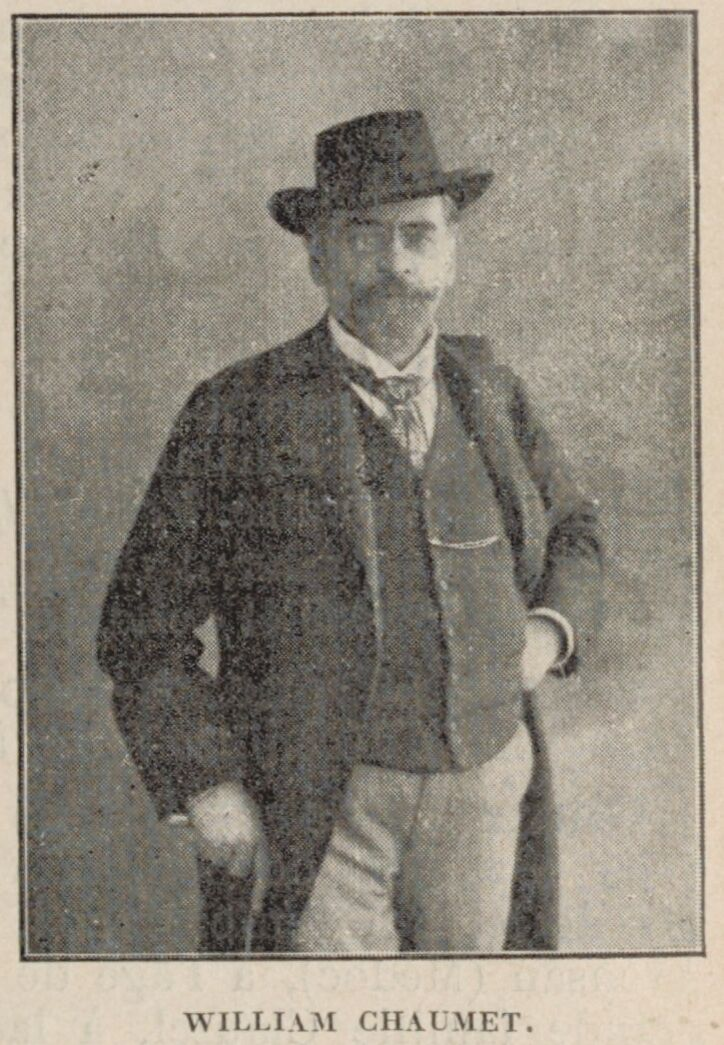
William Chaumet

William Chaumet (* 26. April 1842 in Bordeaux; † 28. Oktober 1903 in Gajac) war ein französischer Komponist der Romantik.

## Leben und Werk
William Chaumet wandte sich nach einem anfänglichen Misserfolg der Oper Le Coche (1865) der Kammermusik zu. Hier schrieb er Streichquartette sowie Stücke für Klavier und Violine. Er brachte dann aber doch 1872 in Paris am Théatre Lyrique des Athénées die einaktige komische Oper Le péché de M. Géronte zur Aufführung. Es folgten weitere Opern wie Bathyle (1877) und Hérode (1885) sowie die Operetten Idéa (1873), Mamselle Piou-piou (1889) und La petite maison (1903).